# Manoir de Brion
Le manoir de Brion aussi appelé château de Brion est un ancien prieuré bénédictin qui servit de maison de retraite aux abbés et moines de l'abbaye du Mont-Saint-Michel, qui se dresse dans l'Avranchin sur le territoire de la commune française de Dragey-Ronthon, dans le département de la Manche, en région Normandie.

## Localisation
Le manoir est situé à mi-chemin des bourgs de Genêts et de Dragey (commune de Dragey-Ronthon, sur le territoire de laquelle il est bâti), dans le département français de la Manche.

## Historique
Le prieuré a été fondé en 1137 par Bernard du Bec abbé du Mont-Saint-Michel. Plusieurs rois et membres de la cour de justice royale sont restés au manoir de Brion lors de leur pèlerinage au mont Saint-Michel, dont Charles VI en 1393, Louis XI en 1462 et François Ier en 1532. L'explorateur Jacques Cartier a été aussi présenté à François Ier au manoir de Brion avant son voyage au Canada en 1534, d'où le nom d'une des îles de la Madeleine appelée île Brion. Il fut la possession de monsieur Isselin, dont le fils se noya comme le rappelle un vitrail dans l'église. 
Vendu à la Révolution, il a en 1792 pour propriétaire M. Dachet. Le manoir a été très restauré au XXe siècle.
L'auteur britannique Vincent Cronin (1924-2011) y résidait à la fin de sa vie.